# Erik Laurén
Erik Laurén, född 19 maj 1867 i Njutångers församling, Gävleborgs län, död 29 december 1946 i Eskilstuna Fors församling, Södermanlands län, var en svensk fabriksförvaltare, högerpolitiker och riksdagsledamot 1921–1936, invald i Södermanlands läns valkrets.